# Spotsylvania Courthouse
Spotsylvania Courthouse è un census-designated place (CDP) degli Stati Uniti d'America, situato nello stato della Virginia, nella contea di Spotsylvania, della quale è il capoluogo.